# Baiiv, Luțk
Baiiv (în ucraineană Баїв) este localitatea de reședință a comunei Baiiv din raionul Luțk, regiunea Volînia, Ucraina.

## Demografie
Componența lingvistică a localității Baiiv
     Ucraineană (98,79%)
     Rusă (1,21%)
Conform recensământului din 2001, majoritatea populației localității Baiiv era vorbitoare de ucraineană (98,79%), existând în minoritate și vorbitori de rusă (1,21%).